# Sábado
O sábado, por fundamentação bíblica e etimológica, é considerado o sétimo dia da semana, seguindo a sexta-feira e precedendo o domingo, é um dia de oração e de descanso para judeus e cristãos sabatistas.
| 1° dia  | 2° dia        | 3° dia      | 4° dia       | 5° dia       | 6° dia      | 7º dia (último dia) |
| Domingo | Segunda-feira | Terça-feira | Quarta-feira | Quinta-feira | Sexta-feira | Sábado              |

Por ordenação de trabalho e lazer e pela normalização ISO, o sábado é considerado o sexto dia, sem que isso faça dele o sexto dia real, permanecendo o sábado o sétimo dia da semana, mesmo com o sábado e o domingo como fim de semana, sendo assim na maioria dos calendários em todo o mundo. Na língua portuguesa o domingo é o primeiro dia da semana e o sábado o último.
| 1.° dia       | 2.° dia     | 3.° dia      | 4.° dia      | 5.° dia     | 6.° dia | 7.° dia (último dia) |
| Segunda-feira | Terça-feira | Quarta-feira | Quinta-feira | Sexta-feira | Sábado  | Domingo              |

A palavra sábado deriva do latim sabbatum, que por sua vez deriva do Shabat hebraico (שבת, transliterado como shabāt), que designa o dia de descanso entre os judeus e alguns grupos de cristãos, principalmente os adventistas.
Povos pagãos antigos reverenciavam seus deuses, dedicando o dia de Sábado ao deus Saturno, o que originou em inglês a denominação Saturn's day, posteriormente abreviada para Saturday, e no holandês Zaterdag, com o significado de "Dia de Saturno".
Entre os romanos, por exemplo, este dia era dedicado a Saturno, deus da agricultura, e representava um dia de descanso na semana pela boa colheita.

## Etimologia
Os nomes dos dias da semana em português têm a sua origem na liturgia católica. Na maior parte das outras línguas românicas, a sua origem são nomes de deuses pagãos romanos aos quais os dias eram dedicados, neste caso o sábado era dedicado a divindade romana Saturno (este por sua vez equivalente ao deus grego Cronos).
Os povos germânicos adaptaram o sistema introduzido pelos romanos, mas substituíram os deuses romanos por seus deuses em um processo conhecido como interpretatio germanica. No caso do sábado, no entanto, o nome romano foi emprestado diretamente pelos povos germânicos ocidentais (como pode ser visto na palavra inglesa Saturday e na palavra holandesa Zaterdag), aparentemente porque nenhum dos deuses germânicos eram considerados contrapartes do deus romano Saturno. Por outro lado, o nórdico antigo e o alto-alemão não tomavam emprestado o nome do deus romano (como pode ser visto na palavra islandesa laugardagur e na palavra alemã Samstag).
Nos países escandinavos, o sábado é chamado lördag, lørdag ou laurdag, sendo o nome derivado da antiga palavra laugr/laug (daí o nome islandês Laugardagur), que significa banho, assim Lördag equivale a "dia do banho". Isto é devido à prática Viking de tomar banho aos sábados. Os nomes finlandês e estoniano para o dia, lauantai e laupäev, respectivamente, também são derivados deste termo.
Em japonês, a palavra para sábado é 土曜日 (doyōbi), que significa 'dia do solo' e está associada a (dosei): Saturno (o planeta), que significa literalmente "estrela do solo". O elemento Terra foi associado ao planeta Saturno na astrologia e filosofia chinesas também.
Nas línguas românicas houve a adoção de nomes derivados de Sabattum. A palavra latina Sabbatum era originado diretamente do hebreu Shabbat, de conotação religiosa, pois veio de uma época em que os hebreus formavam um só povo e uma só cultura.
O dia Shabbat era o dia de descanso dos israelitas que por essa razão afluíam com mais frequência à sinagoga, o sábado é o último dia de seu calendário semanal, sendo este o dia de descanso para os judeus.
Durante a Reforma do Calendário Romano sob Constantino I - substituiu-se o nome de Dies Saturni que significa "Dia de Saturno" - forma como os pagãos romanos se referiam ao sábado - para Sabatum, influenciado séculos mais tarde o nome que este dia receberia em diferentes línguas românicas e na língua alemã (esta última sendo uma língua germânica).

## Questões religiosas

### Paganismo

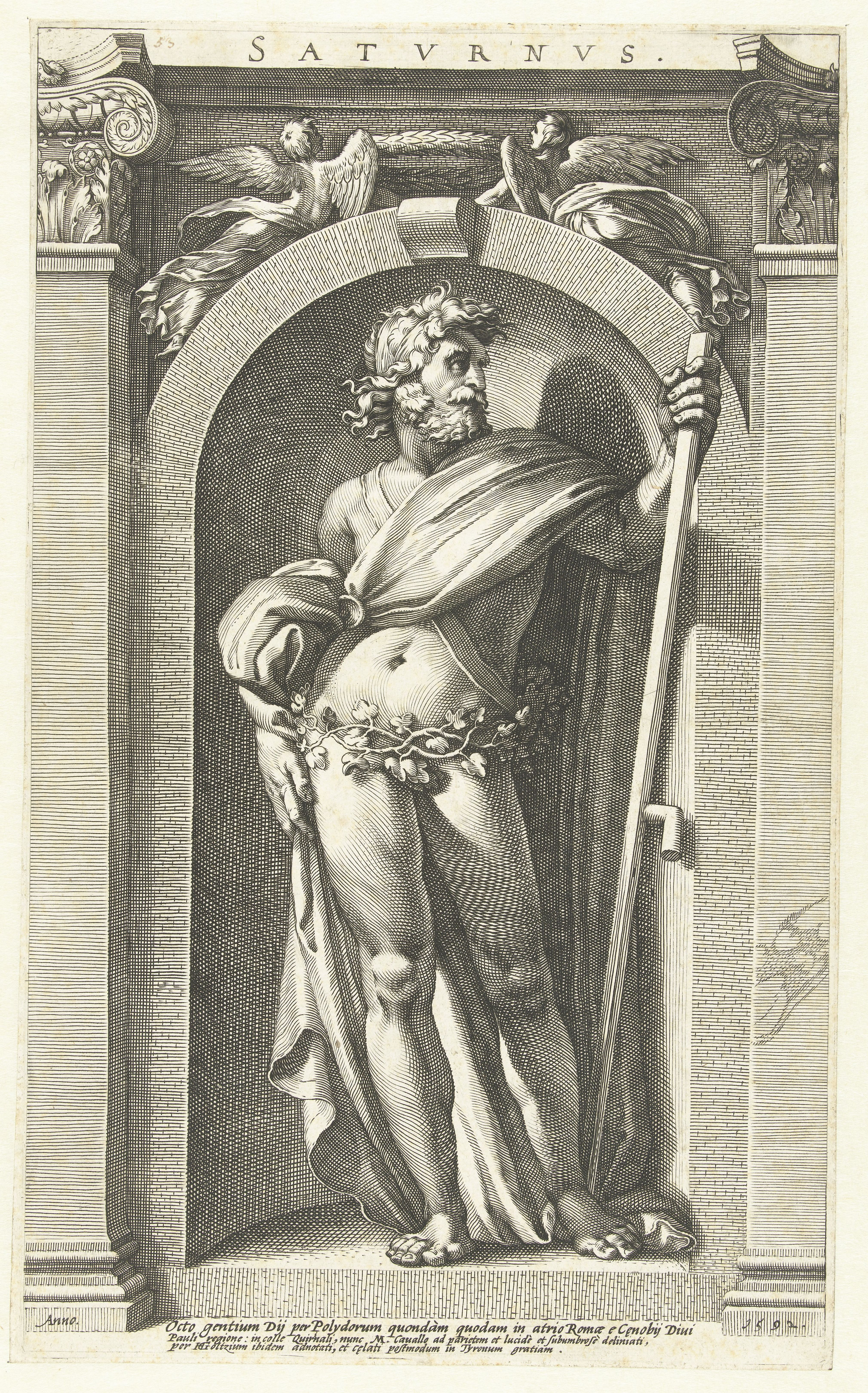
Saturno, gravura do século XVI de Caravaggio

O Império Romano considerava o sábado um dia de descanso consagrado a Saturno, ao qual atribuem a origem de Roma, construindo-lhe um templo e um altar à entrada Fórum, no Capitólio. Atribui-se ainda a Saturno a criação de divindades como Juno, Hércules e de heróis como Rómulo. Homenageava-se Saturno com a Festa das Saturnálias, onde todos descansavam dos seus trabalhos.

### Judaísmo
No judaísmo o sábado (שַׁבָּת, pronunciado "Shabat") significa "descanso," "cessação,"repouso" ou "interrupção"  é o sétimo dia da semana dedicado à oração e ao descanso, pois segundo a tradição hebraica Deus descansou no sétimo dia após completar a criação do universo (Gênesis 2:1-3). Os judeus consideram proibidas certas atividades neste dia.

### Cristianismo
Diversos grupos de cristãos observaram o sétimo dia da semana, o sábado. Embora ainda não se saiba a data precisa do período de transição gradual da guarda do sábado para o domingo pela maioria dos cristãos, os motivos apontados por alguns autores para tal transição foram o desejo da época de dissociação com os judeus, interferência política pelo Império Romano na questão do dia de descanso e um determinado nível de influência cultural pagã, principalmente em cristãos recém convertidos. Mesmo com tal transição, alguns grupos cristãos permaneceram com a guarda do sábado ao longo da idade média em determinadas regiões do mundo.
No início do século 17, após a reforma protestante, alguns batistas da Inglaterra passaram a guardar o sábado aos moldes de Jesus, em um esforço para retornarem às práticas e doutrinas dos cristãos primitivos e alinhar-se com as prescrições bíblicas exposta no quarto mandamento, organizaram uma denominação e são esses conhecidos como batistas do sétimo dia. Com isso, o assunto despertou novamente debates entre protestantes naquela época, foi transportado até as colônias americanas onde a guarda do sábado mais se abrangeu entre os protestantes.
Na segunda metade do século XIX, influenciados pelos batistas do sétimo dia, grupos restauracionistas sabatistas (Milleritas e Adventistas) surgidos nos Estados Unidos passaram também a guardar o dia de sábado. Os cristãos consideram o sábado, o dia de descanso semanal, descrita no quarto mandamento como lei eterna de Deus, assim como os demais mandamentos.
A análise literal do relato de Gênesis 1-11 sobre a Criação do mundo diz que a descrição de tarde e manhã na criação de cada dia, a enumeração dos dias da semana e o estudo da palavra dia no seu original hebraico (YOM) significa que os dias de Gênesis possuem 24 horas de duração. Todos os povos tinham suas historias sobre a criação do mundo, e com os hebreus não era diferente, muitos povos daquela região, naquele tempo, possuíam uma historia de criação extremamente semelhantes uns aos outros, e até mesmo povos distantes tinham historias semelhantes (como no continente americano), o que pode significar uma historia sobre a criação do mundo original que fosse comum a todos eles, transmitida oralmente, isso explicaria o fato de muitos povos manterem uma guarda ao sétimo dia da semana, mesmo que de modo diferente e propósitos distintos.
O sétimo dia é o único que não é qualificado com a expressão "tarde e manhã", mas na expressão "sétimo dia" relatada no texto (Gênesis 2:2–3) é a mesma usada como referência ao dia Sábado (descanso) aludindo ao dia de descanso semanal.
Em Êxodo 20:8-11 e Deuteronômio 5:13-15, a lei de Deus diz claramente que o "sétimo dia é o sábado do SENHOR teu Deus, nele não farás nenhuma obra (...)".
Segundo o relato bíblico, o sábado tem sua origem na criação do mundo, quando Deus descansou, abençoou e santificou esse dia (Gênesis 2:2–3). O sábado foi relembrado no quarto mandamento a partir da instituição do decálogo no Monte Sinai. Portanto, foi dado no Éden quando não existia nações, sendo o único mandamento entre os dez que aponta para Deus como o autor da criação que foi separado, abençoado e santificado por Ele. As três ações de Deus com o Sábado:
- Descansou — Deus descansou de suas obras no sétimo dia, proveu um exemplo para suas criaturas, sobre o que elas deveriam fazer também.[5][6]
- Abençoou  — Deus abençoou o dia de sábado.[5][6]
- Santificou — Deus separou um dia para uso sagrado.[5][6]

#### O objetivo do sábado no Cristianismo
"Se desviares o pé de profanar o sábado e de cuidar dos teus próprios interesses no meu santo dia; se chamares ao sábado deleitoso e santo dia do SENHOR, digno de honra e o honrares não seguindo os teus caminhos, não pretendendo fazer a tua própria vontade, nem falando palavras vãs, então te deleitarás no SENHOR (...)" Isaías 58:13-14.
"Seis dias trabalharás e farás toda a tua obra. Mas o sétimo dia é o sábado do SENHOR teu Deus; não farás nenhum trabalho, nem tu, nem o teu filho, nem a tua filha, nem o teu servo, nem a tua serva, nem o teu boi, nem o teu jumento, nem animal algum teu, nem o estrangeiro das tuas portas para dentro, para que o teu servo e a tua serva descansem como tu' Deuteronômio 5:14.
"Não penseis que vim revogar a Lei ou os Profetas, não vim para revogar, vim para cumprir" Mateus 5:17.
"(...) Qual dentre vós será o homem que, tendo uma ovelha, e num sábado esta cair numa cova, não fará todo o esforço tirando-a dali? Ora, quanto mais vale um homem que uma ovelha? Logo, é lícito, nos sábados, fazer o bem" Mateus 12:12.
Em Marcos 1:30 mostra que Jesus curou a sogra de Pedro num sábado. Em vista do exposto acima temos a considerar que:
O dia de sábado foi dado por Deus como um dia santificado para rememorar-se a criação e dar glorias ao Criador. É um dia de comunhão entre a criatura e o Criador. O dia de sábado é destinado à recuperação física de homens e animais. Ele deverá ser usado também para benefício de terceiros em situação de emergência. Nele não deverá ser feito ou tratado nada que diga respeito às nossas vaidades, futilidades, pretensões e conversas vãs. É o dia perfeito para a reunião da família e contemplação da natureza.

## Sábado em outros idiomas
| Idioma      | Nome                | Significado                     |
| ----------- | ------------------- | ------------------------------- |
| Catalão     | Dissabte            | "Dia do sabá"                   |
| Português   | Sábado              | "Dia do sabá"                   |
| Espanhol    | Sábado              | "Dia do sabá"                   |
| Galego      | Sábado              | "Dia do sabá"                   |
| Italiano    | Sabato              | "Dia do sabá"                   |
| Vêneto      | Sabo                | "Dia do sabá"                   |
| Latim       | Sabato              | "Dia do sabá"                   |
| Francês     | Samedi              | "Dia do sabá"                   |
| Romeno      | Sâmbătă             | "Dia do sabá"                   |
| Alemão      | Samstag             | "Dia do sabá"                   |
| Esperanto   | Sabato              |                                 |
| Neerlandês  | Zaterdag            | "Dia de Saturno"                |
| Hindi       | शनिवार / Shanivar     | "Dia de Saturno"                |
| Inglês      | Saturday            | "Dia de Saturno"                |
| Japonês     | 土曜日, Doyōbi      | "Dia da Terra e Dia de Saturno" |
| Chinês      | 星期六, Xīng qī liù | "Sexto dia da semana"           |
| Sueco       | Lördag              | "Dia do banho"                  |
| Dinamarquês | Lørdag              | "Dia do banho"                  |
| Finlandês   | Lauantai            | "Dia do banho"                  |
| Lituano     | Šeštadienis         | "Sexto dia"                     |
| Hebreu      | שבת, Shabāt         | "Repouso"                       |